# Liste des anciennes communes de la Guyane
Cette page a pour objectif de retracer toutes les modifications communales dans le département de Guyane : les anciennes communes qui ont existé, ainsi que les créations, et les modifications officielles de nom.
Il faut attendre 1879 pour que la Guyane soit organisée en municipalités. Elles sont alors au nombre de 10. Ce découpage ne concerne que la "Guyane proprement dite", c'est-à-dire la frange littorale, l'intérieur amazonien (qui sera appelé "territoire de l'Inini" à partir de 1930,) n'est pas concerné, puisque considéré comme non peuplé ! En 1889, on compte 14 communes réparties en différentes "classes", avec le cas à part de la "commune pénitentiaire du Maroni".
Le recensement de 1931 commence à dessiner le portrait communal actuel. Mais des réformes vont encore fusionner des territoires, renommer ou créer des communes en 1941, en 1952 et en 1969.
1969 peut donc être considérée comme la base du maillage communal actuel de la Guyane. Cette année-là, le département compte 19 communes sur une superficie très étendue (comparable à la plus grande région de métropole actuelle : la Nouvelle-Aquitaine).
Depuis lors, 3 communes ont été créées, souvent pour satisfaire des désirs communautaires. Aujourd'hui (au 1er janvier 2025), on dénombre 22 communes dans ce département.

## Fusions
| Nom de la nouvelle commune | Communes réunies | Régime | Date (et nature) de la décision |
| -------------------------- | ---------------- | ------ | ------------------------------- |
| Mana                       | Mana             | fusion | 17 mars 1969 (Décret)           |
| Mana                       | Moyenne-Mana     | fusion | 17 mars 1969 (Décret)           |
| Régina,                    | Approuague-Kaw   | fusion | 17 mars 1969 (Décret)           |
| Régina,                    | Mataroni         | fusion | 17 mars 1969 (Décret)           |
| Roura                      | Roura            | fusion | 17 mars 1969 (Décret)           |
| Roura                      | La Comté         | fusion | 17 mars 1969 (Décret)           |
| Saül                       | Saül             | fusion | 17 mars 1969 (Décret)           |
| Saül                       | Samson           | fusion | 17 mars 1969 (Décret)           |
| Rémire                     | Rémire           | fusion | 10 décembre 1941 (Décret)       |
| Rémire                     | Matoury          | fusion | 10 décembre 1941 (Décret)       |
| Approuague-Kaw             | Approuague,      | fusion | 10 décembre 1941 (Décret)       |
| Approuague-Kaw             | Kaw              | fusion | 10 décembre 1941 (Décret)       |
| Montsinery                 | Montsinery       | fusion | 10 décembre 1941 (Décret)       |
| Montsinery                 | Tonnegrande      | fusion | 10 décembre 1941 (Décret)       |

## Créations
| Nouvelle commune | Commune affectée                           | Mode de création            | Date (et nature) de la décision | Date d'effet              |
| ---------------- | ------------------------------------------ | --------------------------- | ------------------------------- | ------------------------- |
| Grand-Santi      | Grand-Santi-Papaichton (commune démembrée) | Démembrement et suppression | 23 décembre 1992 (Arrêté)       | 1er janvier 1993          |
| Papaichton       | Grand-Santi-Papaichton (commune démembrée) | Démembrement et suppression | 23 décembre 1992 (Arrêté)       | 1er janvier 1993          |
| Awala-Yalimapo   | Mana                                       | Démembrement                | 31 décembre 1988 (Arrêté)       | 1er janvier 1989          |
| Apatou           | Grand-Santi-Papaichton                     | Démembrement                | 12 novembre 1976 (Arrêté)       | 12 novembre 1976          |
| Centre           | Sinnamary                                  | Démembrement                | 24 décembre 1952 (Arrêté)       | 24 décembre 1952 (Arrêté) |
| La Comté         | Roura                                      | Démembrement                | 24 décembre 1952 (Arrêté)       | 24 décembre 1952 (Arrêté) |
| Grand-Santi      | Haut-Maroni                                | Démembrement                | 24 décembre 1952 (Arrêté)       | 24 décembre 1952 (Arrêté) |
| Ouanary          | Oyapoc                                     | Démembrement                | 24 décembre 1949 (Arrêté)       | 24 décembre 1949 (Arrêté) |

## Modifications de nom officiel
| Ancien nom                    | Nouveau nom                   | Date (et nature) de la décision |
| ----------------------------- | ----------------------------- | ------------------------------- |
| Montsinery-Tonnegrande        | Montsinéry-Tonnegrande        |                                 |
| Haut-Oyapoc                   | Camopi                        | 17 mars 1969 (Décret)           |
| Grand-Santi                   | Grand-Santi-Papaichton        | 17 mars 1969 (Décret)           |
| Haut-Maroni                   | Maripasoula                   | 17 mars 1969 (Décret)           |
| Tonnegrande-Montsinéry        | Montsinery-Tonnegrande        | 17 mars 1969 (Décret)           |
| Rémire                        | Rémire-Montjoly               | 17 mars 1969 (Décret)           |
| Centre                        | Saint-Élie                    | 17 mars 1969 (Décret)           |
| Oyapoc                        | Saint-Georges                 | 17 mars 1969 (Décret)           |
| Maroni                        | Saint-Laurent-du-Maroni       | 17 mars 1969 (Décret)           |
| Haute-Mana-et-Haut-Approuague | Saül                          | 17 mars 1969 (Décret)           |
| Centre-Approuague             | Approuague                    | 24 décembre 1952 (Arrêté)       |
| Haut-Approuague               | Haute-Mana-et-Haut-Approuague | 24 décembre 1952 (Arrêté)       |
| Haute-Mana                    | Samson                        | 24 décembre 1952 (Arrêté)       |